# Nouvelle Quatrième armée
Pour les articles homonymes, voir 4e armée.

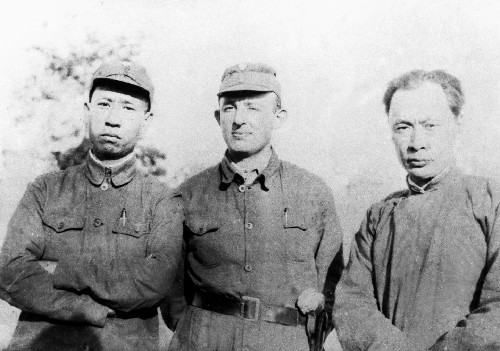
Liu Shaoqi, Jakob Rosenfeld et Chen Yi (de gauche à droite) en mai 1943

La Nouvelle Quatrième armée (chinois simplifié : 新四军 ; chinois traditionnel : 新四軍 ; pinyin : xīn sì jūn, souvent écrit 新4军) était l'une des deux unités commandées par le Parti communiste chinois au sein de l'Armée nationale révolutionnaire de la République de Chine (1912-1949), l'autre étant la Huitième armée de route.
Dans le cadre du deuxième front uni réalisé par le Kuomintang et le Parti communiste contre l'empire du Japon, les forces armées communistes furent intégrées à l'armée régulière chinoise. La Nouvelle Quatrième armée, formée des troupes communistes de Hankou (aujourd'hui district de Wuhan), capitale de la province du Hubei, fut créée officiellement le 25 décembre 1937, afin de résister à l'invasion japonaise. L'armée fut ensuite déplacée à Nanchang, capitale de la province du Jiangxi.
La Nouvelle Quatrième armée fut commandée par Ye Ting, Xiang Ying et Chen Yi. La cohabitation entre nationalistes et communistes fut très difficile après , et les tensions entre les troupes dégénérèrent en affrontement armé, en janvier 1941 : du 7 au 13 janvier, les soldats communistes et nationalistes, théoriquement alliés, s'opposèrent militairement dans la ville de Maolin, dans la région de l'Anhui. Chaque camp accusa l'autre de duplicité à la suite de cet affrontement, qui vit la victoire des nationalistes et eut pour conséquence l'incarcération de Ye Ting.
La Nouvelle Quatrième armée fut ensuite réorganisée, et demeura active jusqu'à la fin du conflit, étant principalement employée dans des opérations de guérilla contre l'Armée impériale japonaise et les troupes du gouvernement collaborateur chinois. Après le conflit, elle fut fondue au sein de l'Armée populaire de libération.